# Stephenson Blake
Stephenson Blake was een beroemde Engelse lettergieterij in Sheffield.
De gieterij werd in juli 1818 opgericht door zilversmid en mechanicus William Garnett en gereedschapsmaker John Stephenson, en werden financieel gesteund door James Blake.
Toen in november 1818 de Caslon lettergieterij (ontstaan nadat William Caslon III de voormalige Caslon gieterij in 1792 had verlaten) in de verkoop werd gezet door William Caslon IV, was in 1819 de deal gesloten door Blake, Garnett & Co. Daarmee waren ze meteen in dienst van de meest vooraanstaande Engelse lettergieterijen.
In 1829 besloot Garnett het bedrijf te verlaten en werd boer. Het bedrijf werd hernoemd naar Blake & Stephenson op 25 september 1830. Blake stierf niet veel later. Het werd Stephenson, Blake & Co in 1841. John Stephenson overleed in 1864, een jaar nadat hij de zaken in handen van zoon Henry had gegeven.
Tijdens zijn bestaan heeft het bedrijf overnames gedaan van:
- Fann Street Foundry (1906);
- Fry's Type Street Letter Foundry;
- H.W. Caslon & Sons (1937);
- Miller & Richard (1952).

Op die manier verwierf het bedrijf bijna alle grootste Engelse boekdrukkerijen.
In 2001 vervaardigde de gieterij nog steeds lettertypes in zink, volgens directeur Tom Blake, maar in 2005 hield het bedrijf op te bestaan. Hij verkocht toen de hele onderneming en richtte in Sheffield een nieuw bedrijf op: Stephenson and Blake Limited voor het vervaardigen van koperen profielen.
Onlangs zijn de matrijzen en andere typografische benodigdheden (van weinig commerciële maar zeer hoge historische waarde) overgedragen aan Monotype en zijn nu pronkstukken van het Type Museum in London.
Er zijn plannen om het voormalige Stephenson Blake gebouw te verbouwen tot appartementencomplex.
Familieleden van zowel Stephenson als Blake zitten nog in de raad van bestuur van het huidige bedrijf.